# ブラック・ウフル
ブラック・ウフル（Black Uhuru）は、ジャマイカのレゲエ・グループ。
グループ名の「ウフル」は「自由」を意味するスワヒリ語。

## 略歴
1974年、ガース・デニス、デリック・"ダッキー"・シンプソン、ドン・カルロスによって結成された。
1977年、ガース・デニスとドン・カルロスの脱退後に、マイケル・ローズとエロール・ネルソンが加入した。スライ&ロビーをバックバンドに迎え、キング・ジャミーのプロデュースによって「Black Sounds Uhro - Toney - Ducky - Errol」名義でアルバム『Love Crisis』をジャミーズ・レコードから発表。
1978年、エロール・ネルソンの脱退後に、女性ボーカリストのピューマ・ジョーンズが加入した。
1979年、スライ&ロビーが運営するレコード・レーベルのTAXIよりアルバム『Showcase』を発表。
1980年、アイランド・レコードよりアルバム『シンセミラ』を発表。
1981年、アイランド・レコードよりアルバム『レッド』を発表。
1982年、アイランド・レコードよりアルバム『チル・アウト』を発表。ローリング・ストーンズのヨーロッパ・ツアーで前座を務めた。
1983年、アイランド・レコードよりアルバム『アンセム』を発表。
1985年、アルバム『アンセム』がグラミー賞のベスト・レゲエ・アルバムを受賞した。
1986年、脱退したマイケル・ローズに代わりジュニア・リードが加入。アーサー・ベイカーをプロデューサーに迎えアルバム『ブルータル』を発表。
1987年、アルバム『ポジティヴ』のリリース後、ピューマ・ジョーンズの死去とジュニア・リードの脱退に伴い活動を一時休止した。
1990年、オリジナル・メンバーのガース・デニス、ドン・カルロスが復帰して、アルバム『ナウ』を発表。

## ディスコグラフィ

### アルバム
- 『シンセミラ』 - Sinsemilla (1980年)
- 『レッド』 - Red (1981年)
- 『チル・アウト』 - Chill Out (1982年)
- 『ショウケース』 - Guess Who's Coming to Dinner (1983年) ※『Showcase』『Black Uhuru』の再発
- 『アンセム』 - Anthem (1983年)
- 『ブルータル』 - Brutal (1986年)
- 『ポジティヴ』 - Positive (1987年)
- 『ナウ』 - Now (1990年)
- 『アイアン・ストーム』 - Iron Storm (1991年)
- 『ミスティカル・トゥルース』 - Mystical Truth (1993年)
- 『ストロング』 - Strongg (1994年)
- As the World Turns (2018年)